# Рушел, Алан
Ала́н Лусиа́но Ру́шел (порт.-браз. Alan Luciano Ruschel) (род. 23 августа 1989) — бразильский футболист, защитник и капитан клуба «Жувентуде». Один из троих игроков «Шапекоэнсе», выживших в авиакатастрофе в Колумбии, и единственный из них, кто активно продолжил профессиональную футбольную карьеру.

## Биография
Начал профессиональную карьеру в 2008 году в клубе «Жувентуде». В 2014 году стал игроком «Интернасьонала». В 2016 году на правах аренды перешёл в «Шапекоэнсе».
28 ноября 2016 года вместе с «Шапекоэнсе» летел на первый финальный матч с медельинским «Атлетико Насьоналем», и попал в авиакатастрофу на территории Колумбии. Алан выжил, как и трое его товарища по команде: защитник Нето, вратарь Жаксон Фолман (завершил карьеру из-за ампутации ноги, вызванной полученными травмами), вратарь Данило Маркос Падилья (умер в больнице). У Алана была сломана шейка бедра, а также у него было несколько переломов черепа.
18 декабря Алан заявил, что постарается вернуться на поле раньше, чем через полгода — срок, данный на восстановление врачами. В конце июля 2017 года официальный сайт «Шапекоэнсе» объявил, что Алан Рушел вернётся на поле 7 августа в поединке против «Барселоны» за Кубок Жоана Гампера.
Рушел продолжил выступления за «Шапекоэнсе», в 2017 и 2018 годах проводил в среднем по полтора десятка матчей за основу. В августе 2019 года на правах аренды выступал за «Гояс». В 2020 году помог «Шапокоэнсе» вернуться в Серию A. Затем выступал за «Крузейро». В мае 2021 года отдан в аренду в «Америку Минейро».

## Титулы
- Чемпион штата Риу-Гранди-ду-Сул (2): 2014, 2015
- Чемпион штата Санта-Катарина (2): 2017, 2020
- Чемпион Серии B Бразилии (1): 2020
- Обладатель Южноамериканского кубка (1): 2016 (по просьбе соперников[5])